# 飯島町
飯島町（いいじままち）は、長野県上伊那郡の南部に位置する町。本項では町制前の名称である飯島村（いいじまむら）についても述べる。

## 概要

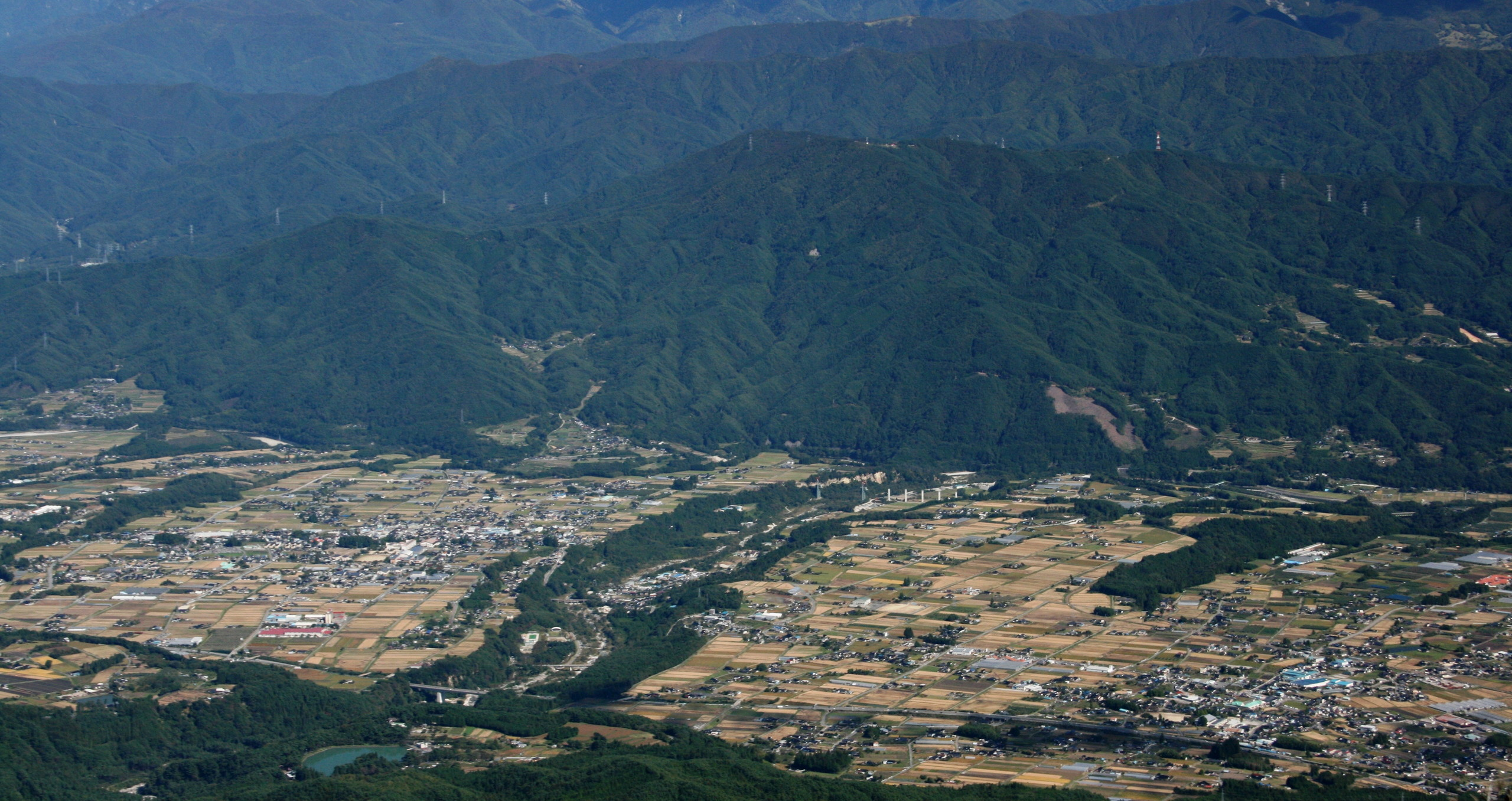
烏帽子岳から望む飯島町中心部と与田切川

西に中央アルプス南駒ヶ岳・越百山を仰ぎ、東には仙丈ヶ岳を中心に南アルプスを遠望する「二つのアルプスが見える町」。
特に飯島町七久保地区等から見る雪に抱かれた中央アルプスの眺望は美しい。また、中央アルプスから流れ出る与田切川、中田切川などの清流が流れる。
稲作や梨などの果物・野菜の栽培が盛ん。馬肉製品も有名。

## 地理

### 地形

#### 山岳
主な山
- 空木岳
- 烏帽子岳
- 越百山
- 仙涯嶺
- 念丈岳
- 南駒ヶ岳

#### 河川
主な川
- 天竜川
- 中田切川

#### 湖沼
主な池
- 千人塚城ヶ池

### 人口
| |                                        |  |
| 飯島町と全国の年齢別人口分布（2005年） | 飯島町の年齢・男女別人口分布（2005年） |  |
| ■紫色 ― 飯島町 ■緑色 ― 日本全国 | ■青色 ― 男性 ■赤色 ― 女性              |  |
| 飯島町（に相当する地域）の人口の推移 \| 1970年（昭和45年） \| 10,466人 \| \| \| 1975年（昭和50年） \| 10,292人 \| \| \| 1980年（昭和55年） \| 10,515人 \| \| \| 1985年（昭和60年） \| 10,705人 \| \| \| 1990年（平成2年） \| 10,801人 \| \| \| 1995年（平成7年） \| 10,989人 \| \| \| 2000年（平成12年） \| 10,895人 \| \| \| 2005年（平成17年） \| 10,570人 \| \| \| 2010年（平成22年） \| 9,902人 \| \| \| 2015年（平成27年） \| 9,530人 \| \| \| 2020年（令和2年） \| 9,004人 \| \| |                                        |  |
| 総務省統計局 国勢調査より |                                        |  |
| 1970年（昭和45年） | 10,466人                               |  |
| 1975年（昭和50年） | 10,292人                               |  |
| 1980年（昭和55年） | 10,515人                               |  |
| 1985年（昭和60年） | 10,705人                               |  |
| 1990年（平成2年） | 10,801人                               |  |
| 1995年（平成7年） | 10,989人                               |  |
| 2000年（平成12年） | 10,895人                               |  |
| 2005年（平成17年） | 10,570人                               |  |
| 2010年（平成22年） | 9,902人                                |  |
| 2015年（平成27年） | 9,530人                                |  |
| 2020年（令和2年） | 9,004人                                |  |

### 隣接自治体
長野県
- 駒ヶ根市
- 飯田市
- 上伊那郡：中川村
- 下伊那郡：松川町
- 木曽郡：大桑村

## 気候
寒暖の差が大きく気温の年較差、日較差が大きい顕著な大陸性気候である。
| 飯島（1991年 - 2020年）の気候      | 飯島（1991年 - 2020年）の気候 | 飯島（1991年 - 2020年）の気候 | 飯島（1991年 - 2020年）の気候 | 飯島（1991年 - 2020年）の気候 | 飯島（1991年 - 2020年）の気候 | 飯島（1991年 - 2020年）の気候 | 飯島（1991年 - 2020年）の気候 | 飯島（1991年 - 2020年）の気候 | 飯島（1991年 - 2020年）の気候 | 飯島（1991年 - 2020年）の気候 | 飯島（1991年 - 2020年）の気候 | 飯島（1991年 - 2020年）の気候 | 飯島（1991年 - 2020年）の気候 |
| 月                                 | 1月                           | 2月                           | 3月                           | 4月                           | 5月                           | 6月                           | 7月                           | 8月                           | 9月                           | 10月                          | 11月                          | 12月                          | 年                            |
| ---------------------------------- | ----------------------------- | ----------------------------- | ----------------------------- | ----------------------------- | ----------------------------- | ----------------------------- | ----------------------------- | ----------------------------- | ----------------------------- | ----------------------------- | ----------------------------- | ----------------------------- | ----------------------------- |
| 最高気温記録 °C （°F）             | 14.3 (57.7)                   | 18.9 (66)                     | 23.2 (73.8)                   | 28.4 (83.1)                   | 31.9 (89.4)                   | 34.4 (93.9)                   | 35.3 (95.5)                   | 35.5 (95.9)                   | 33.5 (92.3)                   | 28.6 (83.5)                   | 22.4 (72.3)                   | 18.2 (64.8)                   | 35.5 (95.9)                   |
| 平均最高気温 °C （°F）             | 4.5 (40.1)                    | 5.9 (42.6)                    | 10.3 (50.5)                   | 16.5 (61.7)                   | 21.6 (70.9)                   | 24.3 (75.7)                   | 27.9 (82.2)                   | 29.5 (85.1)                   | 25.0 (77)                     | 18.9 (66)                     | 12.9 (55.2)                   | 7.1 (44.8)                    | 17.0 (62.6)                   |
| 日平均気温 °C （°F）               | −0.7 (30.7)                   | 0.2 (32.4)                    | 4.1 (39.4)                    | 9.8 (49.6)                    | 14.9 (58.8)                   | 18.6 (65.5)                   | 22.3 (72.1)                   | 23.3 (73.9)                   | 19.4 (66.9)                   | 13.3 (55.9)                   | 7.0 (44.6)                    | 1.8 (35.2)                    | 11.2 (52.2)                   |
| 平均最低気温 °C （°F）             | −5.0 (23)                     | −4.5 (23.9)                   | −1.1 (30)                     | 4.0 (39.2)                    | 9.3 (48.7)                    | 14.2 (57.6)                   | 18.4 (65.1)                   | 19.1 (66.4)                   | 15.4 (59.7)                   | 9.1 (48.4)                    | 2.5 (36.5)                    | −2.4 (27.7)                   | 6.6 (43.9)                    |
| 最低気温記録 °C （°F）             | −13.8 (7.2)                   | −14.1 (6.6)                   | −10.4 (13.3)                  | −6.2 (20.8)                   | 0.0 (32)                      | 5.5 (41.9)                    | 11.7 (53.1)                   | 11.7 (53.1)                   | 4.3 (39.7)                    | −1.7 (28.9)                   | −5.0 (23)                     | −11.5 (11.3)                  | −14.1 (6.6)                   |
| 降水量 mm （inch）                 | 74.5 (2.933)                  | 103.8 (4.087)                 | 180.5 (7.106)                 | 180.7 (7.114)                 | 200.2 (7.882)                 | 236.6 (9.315)                 | 266.6 (10.496)                | 155.2 (6.11)                  | 219.8 (8.654)                 | 192.6 (7.583)                 | 123.5 (4.862)                 | 80.2 (3.157)                  | 2,014.1 (79.295)              |
| 平均降水日数 （≥1.0 mm）           | 7.1                           | 7.0                           | 10.3                          | 10.2                          | 11.1                          | 13.3                          | 13.6                          | 10.8                          | 11.2                          | 10.1                          | 8.0                           | 7.3                           | 119.9                         |
| 平均月間日照時間                   | 165.3                         | 162.2                         | 177.8                         | 196.1                         | 208.9                         | 152.2                         | 159.9                         | 199.0                         | 155.9                         | 160.4                         | 158.7                         | 158.2                         | 2,054.5                       |
| 出典1：Japan Meteorological Agency |                               |                               |                               |                               |                               |                               |                               |                               |                               |                               |                               |                               |                               |
| 出典2：気象庁                      |                               |                               |                               |                               |                               |                               |                               |                               |                               |                               |                               |                               |                               |

## 歴史

### 中世
鎌倉時代
- 鎌倉時代から続く清和源氏飯島氏の所領。

### 近世
江戸時代
- 江戸時代は天領取り締まりのための飯島代官所（飯島陣屋）と、三州街道の飯島宿が置かれた。

### 近代
明治時代
- 明治時代には伊那県の県庁所在地となった（1868年 - 1871年）。
- 1889年（明治22年）4月1日 - 町村制の施行により、上伊那郡飯島村・田切村・本郷村の区域をもって飯島村が発足。

### 近現代
昭和時代
- 1949年（昭和24年）4月1日 - 南向村の一部（日曽利）を編入。
- 1954年（昭和29年）1月1日 - 飯島村が町制施行して飯島町となる[3]。
- 1956年（昭和31年）9月30日 - 七久保村と合併し、改めて飯島町が発足[4]。

## 政治

### 行政

#### 町長
- 町長：唐澤隆（2023年11月30日就任、1期目）

### 議会

#### 町議会
飯島町議会
- 議員定数：12人（任期：2025年3月31日まで）
- 議長：久保島巌

## 施設

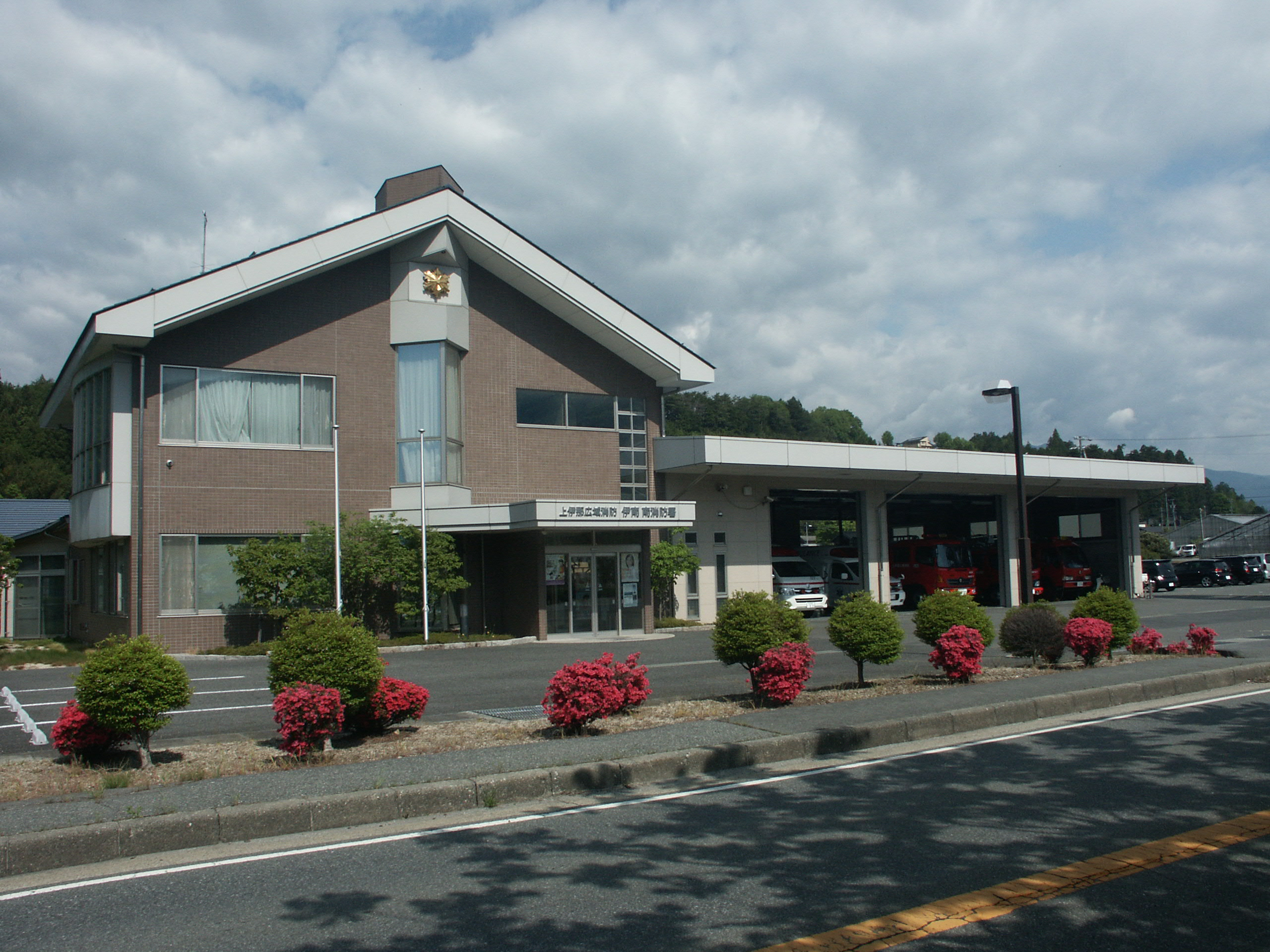
伊南南消防署

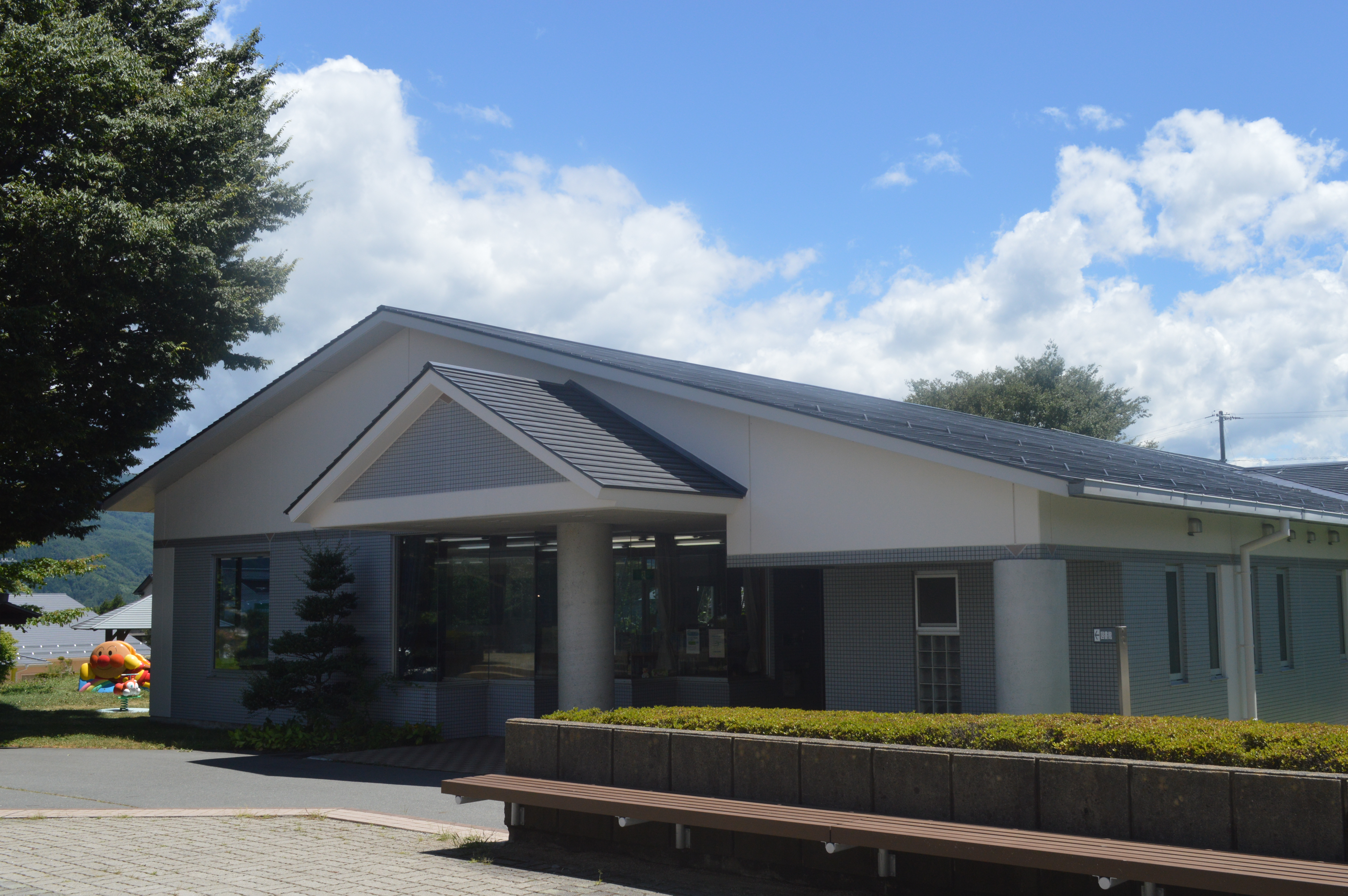
飯島町図書館

### 警察
本部
- 長野県警察 駒ヶ根警察署

駐在所
- 飯島町駐在所（飯島町飯島）

### 消防
本部
- 上伊那広域消防本部

消防署
- 伊南南消防署（飯島町本郷263-1）

### 郵便局
主な郵便局
- 飯島郵便局

### 文化施設
図書館
- 飯島町図書館

### 運動施設
- 本郷グランド

## 対外関係

### 姉妹都市・提携都市

#### 海外
- フェラース・デ・バスコンセーロス市（ポルトガル語版）（ブラジル連邦共和国 サンパウロ州）
  - 1975年（昭和50年）5月20日 - 姉妹都市提携。- Ferraz de Vasconcelos

#### 国内
姉妹都市
- 斑鳩町（近畿地方 奈良県 生駒郡）
  - 1998年（平成10年）2月21日 - 友好都市提携。

## 経済

### 第一次産業

#### 農業
- ナシ

農業協同組合
- 上伊那農業協同組合（JA上伊那）
  - 飯島支所

### 第二次産業

#### 食品
- ひかり味噌飯島グリーン工場

### 第三次産業

#### 商業
主な商業施設
- エーコープ七久保店

## 情報・通信
ケーブルテレビ局
- エコーシティー・駒ヶ岳

## 教育

### 中学校
町立
- 飯島町立飯島中学校

### 小学校
町立
- 飯島町立飯島小学校
- 飯島町立七久保小学校

### 保育園
- 飯島保育園
- 東部保育園
- 七久保保育園

## 交通

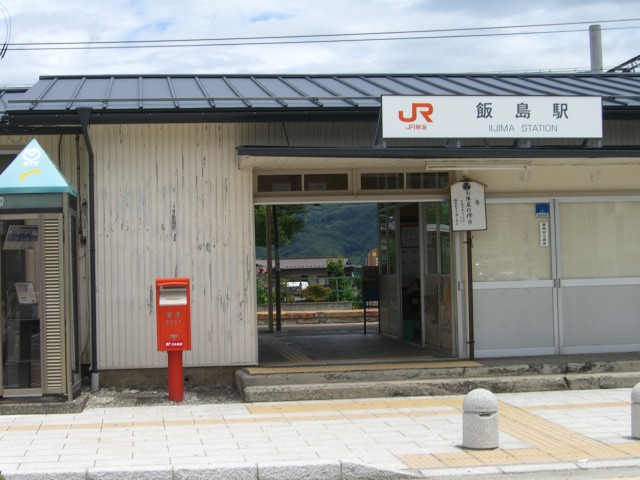
飯島駅

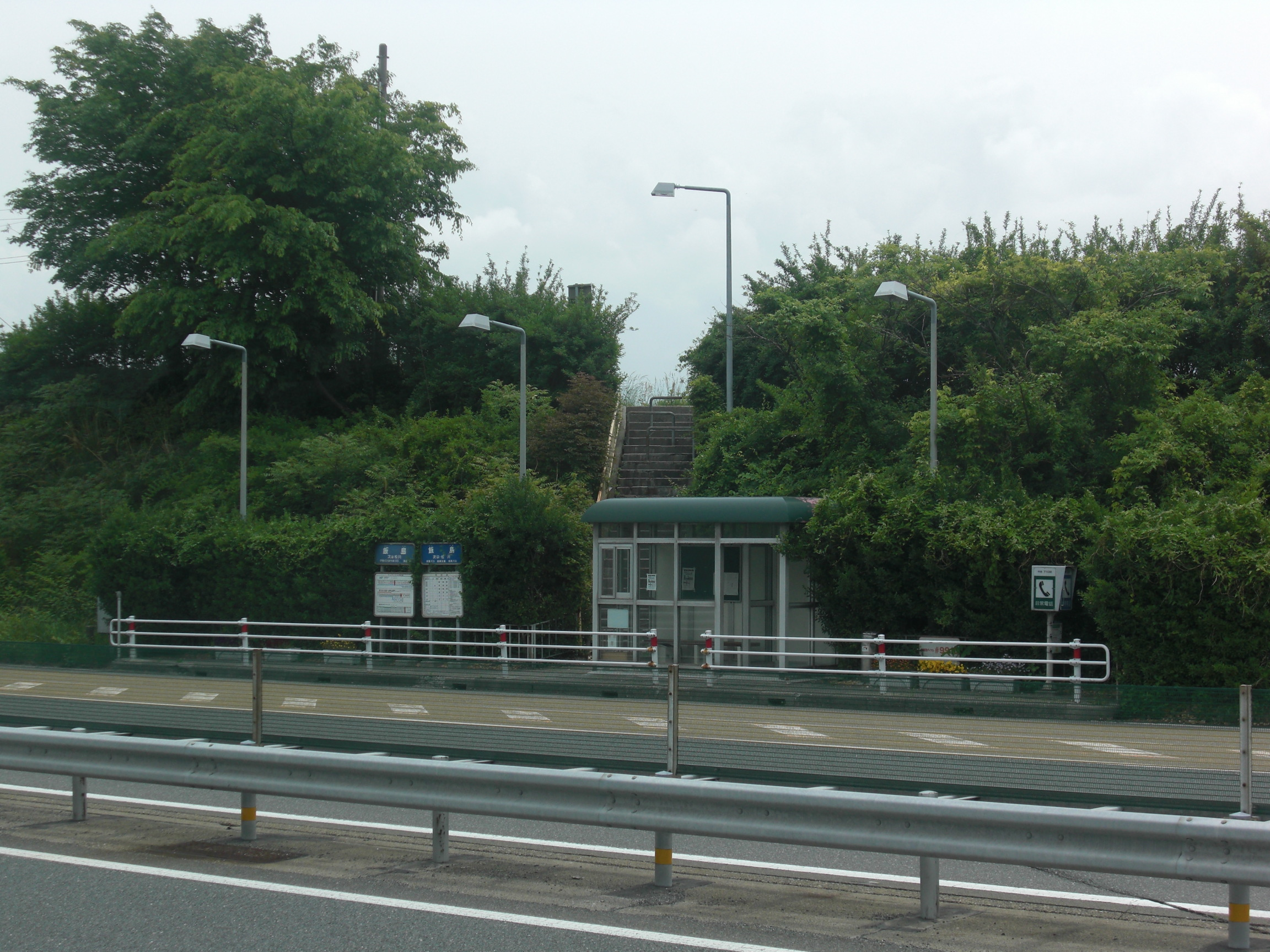
飯島BS

### 鉄道
中心となる駅：飯島駅

#### 鉄道路線
東海旅客鉄道（JR東海）
■飯田線：- 高遠原駅 - 七久保駅 - 伊那本郷駅 - 飯島駅 - 田切駅 -

### バス

#### 路線バス
- 飯島町循環バス「いいちゃんバス」 - 町内各地で運行しているが、予約なしで乗車できるのは飯島駅 - 昭和伊南総合病院（駒ヶ根市）間を運行する路線（土日祝日運休）のみである。
  - 飯島駅 - 道の駅田切の里 - 昭和伊南総合病院
- 中川村営巡回バス「のっチャオ」 - 中川村が主体となって運行しており飯島駅と中川村中心部を結ぶ。土日祝日運休。

#### 高速バス
中央自動車道の飯島バスストップに高速バスが発着する。

### 道路

#### 高速道路
中日本高速道路（NEXCO中日本）
- 中央自動車道：- 飯島BS -

#### 国道
- 国道153号

#### 県道
主要地方道
- 長野県道15号飯島飯田線
- 長野県道18号伊那生田飯田線

一般県道
- 長野県道200号飯島停車場日曽利線
- 長野県道215号飯島停車場線
- 長野県道218号北林飯島線
- 長野県道219号七久保停車場線
- 長野県道220号千人塚公園線

#### 道の駅
- 道の駅花の里いいじま
- 道の駅田切の里

## 観光

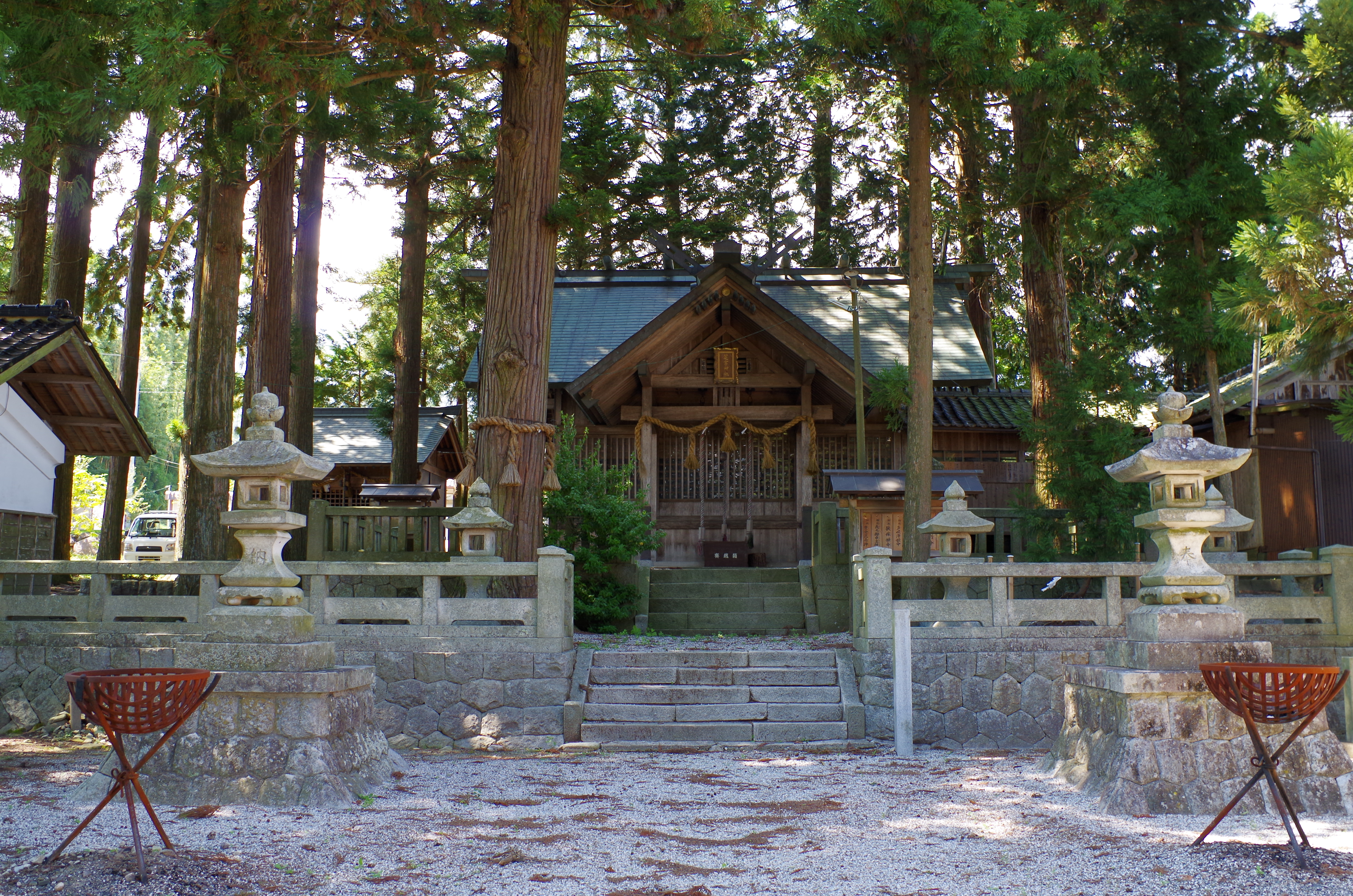
芝宮神社

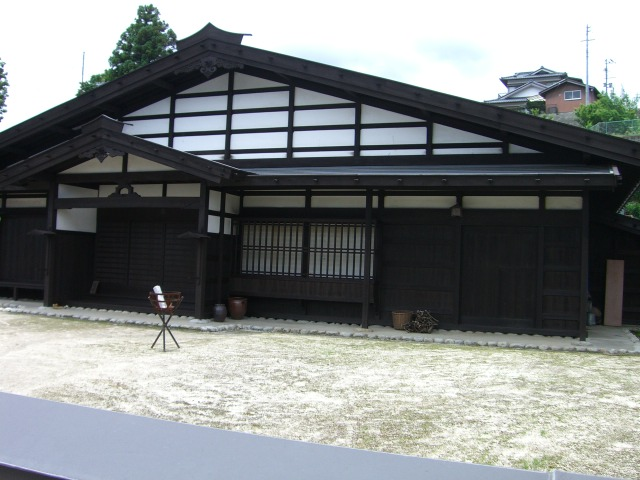
飯島陣屋

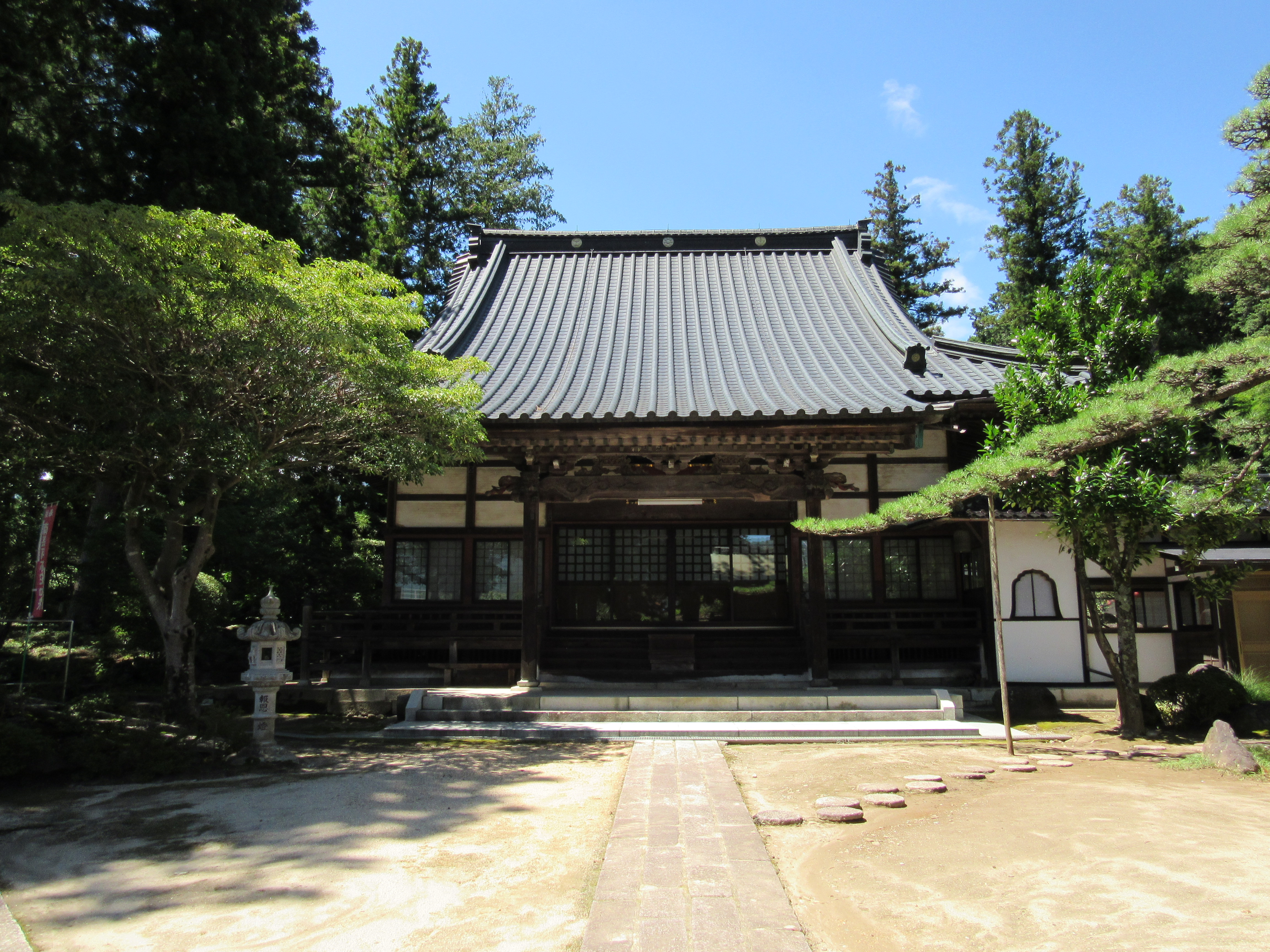
聖徳寺

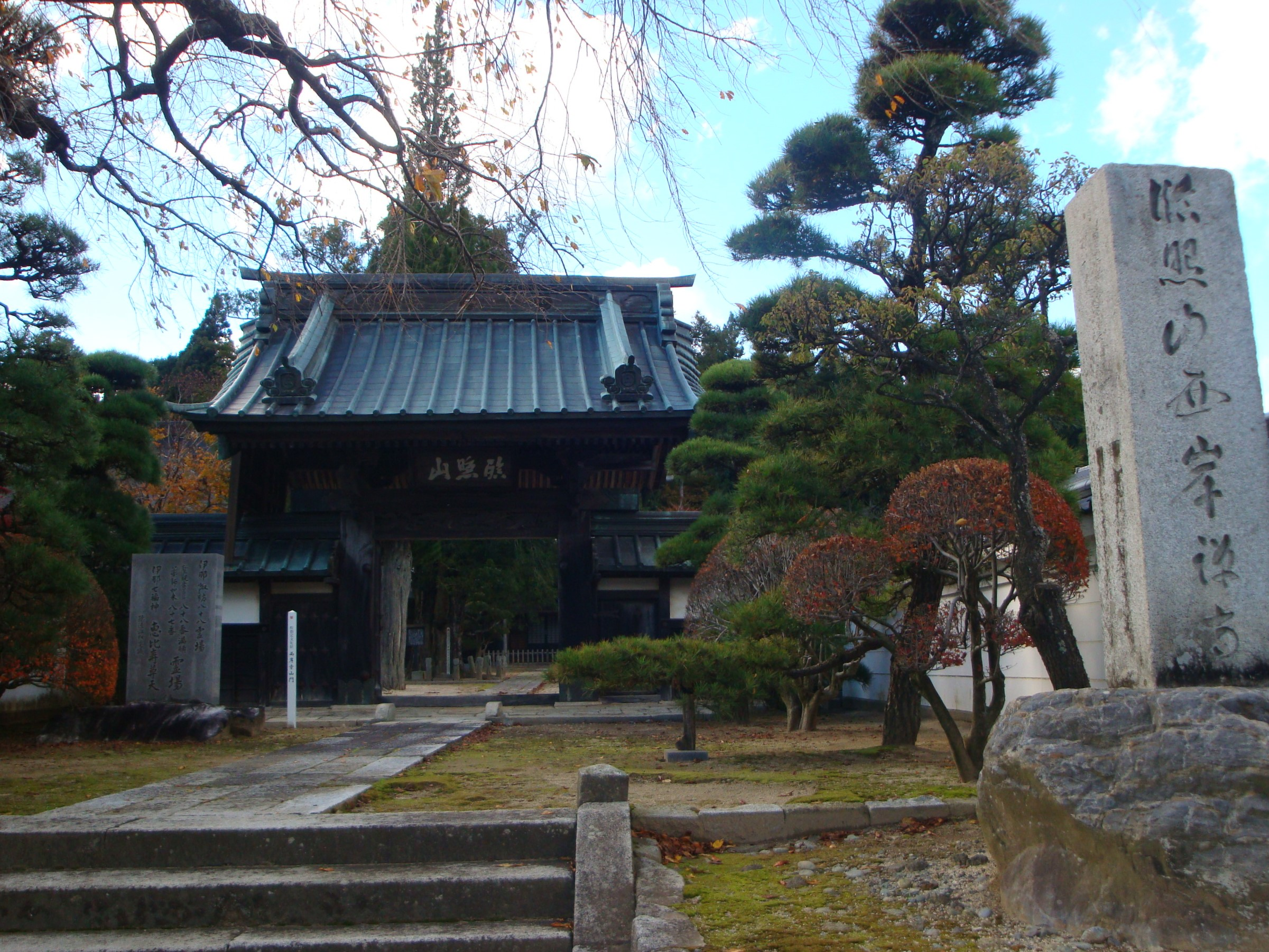
西岸寺

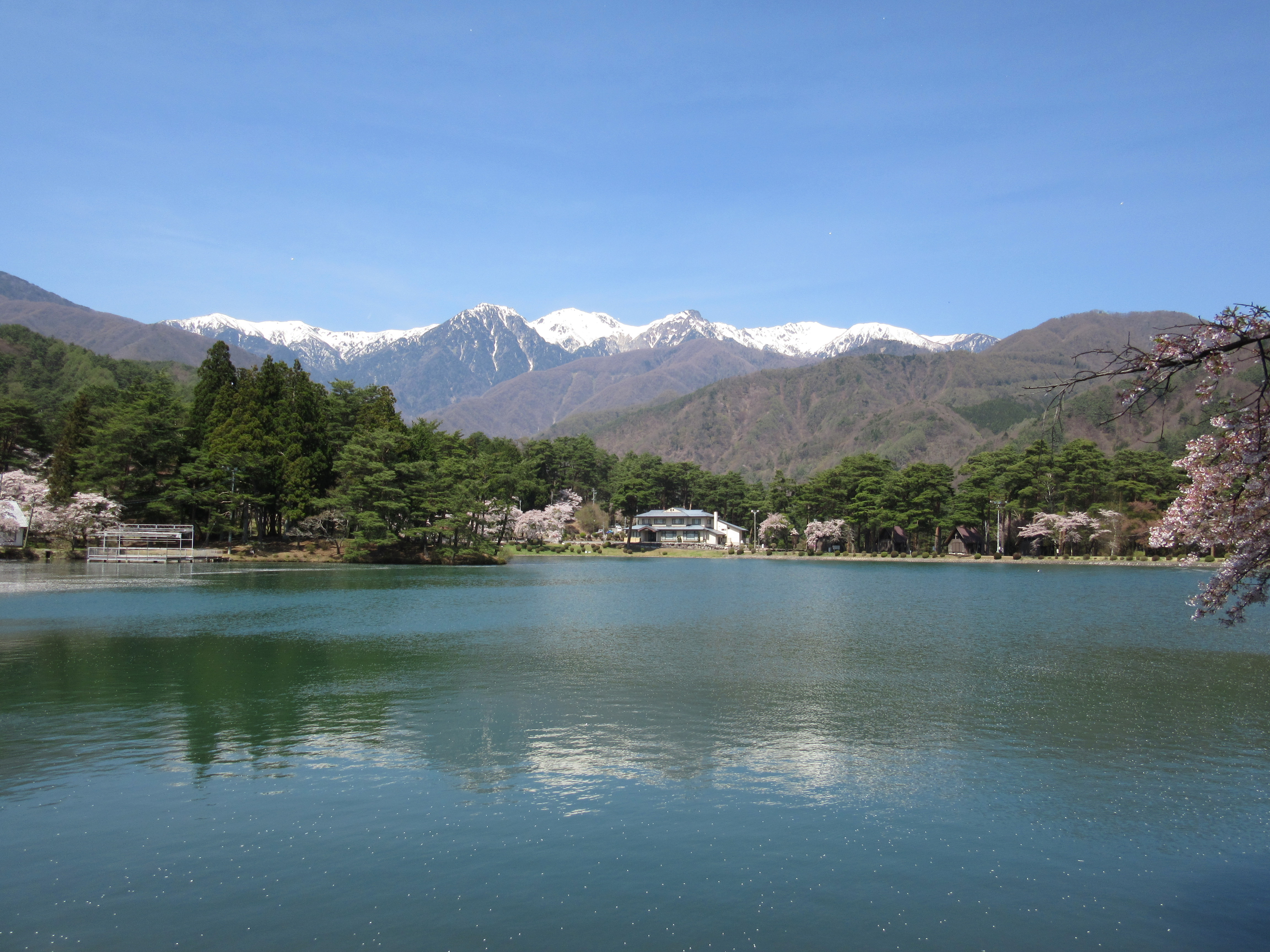
千人塚公園

### 名所・旧跡
主な城郭
- 岩間山城
- 唐沢城

主な神社
- 石上神社
- 五森神社
- 梅戸神社
- 勘助稲荷神社
- 山祇神社
- 芝宮神社
- 洲原神社
- 七窪神社
- 本郷神社

主な寺院
- 聖徳寺
- 西岸寺
- 東谷寺

主な遺跡
主な史跡
街道
- 三州街道（塩の道）
  - 飯島宿
  - 飯島陣屋

### 観光スポット
- 千人塚公園
  - 千人塚城ヶ池
- 与田切公園（キャンプ場・テニスコート・プール・親水広場）
- アグリネイチャーいいじま
- シオジ平自然園

## 文化・名物

### 名産・特産
飯島産の果物は寒暖差が激しいため甘みが強いといわれている。かつては梨が皇室に献上されたこともある。美しいコスモス畑が広がる。
- 馬肉料理
- さくら丼
- 美山錦（酒米）

## 出身関連著名人
- 大島蓼太（俳人）
- 吉川久衛（政治家）
- 黒川伊保子（実業家、エッセイスト）
- 羽生生純（漫画家）
- 円山田作（日本弁護士連合会会長）
- 桃澤如水（日本画家）
- 桃澤夢宅（歌人）

## 飯島町を舞台とした作品

### 漫画・アニメ
- 咲-Saki-
- 究極超人あ〜る(OVA)

### 映画
- 食堂かたつむり